# Bevilo tutto
Bevilo tutto ("Beba tudo") é uma música italiana para se cantar enquanto bebe. Uma versão é documentada em I Nuovi Goliardi - Periodico mensuale di storia de Trieste, na década de 1880.

## Versões
À parte da linha"Se l'è bevuto tutto, E non gli ha fatto male" (com diferentes pronúncias entre os dialetos) o resto do texto tem várias versões. A versão escrita em I Nuovi Goliardi de Trieste é:
Con questo calcione

si carica la balestra

e chi ha un bicchier in mano

al suo compagno il presta

e mentre che ei berà

noi farem bom, ba, ba, ba

bom ba ba ba bom ba ba ba ba.

E l'ha beuto tutto

e non gì' ha fatto male

chi lo beve allo boccale

bevilo tutto, bevilo tutto

che buon prò ti possa fare.
Diferentes versões associadas com jogos de beber existem. Em algumas versões quando a música é cantada, a bebida deve ser tomada nas primeiras três linhas, já que a quarta é 'Se ele bebeu tudo!'.
Bevilo tutto,

Bevilo tutto,

Bevilo tutto!

Se l'e' bevuto tutto,

E non gli ha fatto male,

L'acqua gli fa male,

Il vino lo fa cantare!
Beba tudo,

Beba tudo,

Beba tudo,

Se ele bebeu tudo,

e não lhe fez mal,

a água lhe faz mal,

o vinho o faz cantar!

## ver também
- Jogo de beber